# Comair-vlucht 5191
Op 27 augustus 2006 om 06:19 uur 's ochtends (lokale tijd) stortte een Comair-vlucht (werkend als Delta vlucht 5191) kort na het opstijgen vanuit het Blue Grass Airport in Lexington neer. Het was vertrokken richting Hartsfield Airport in Atlanta (Georgia).
Het vliegtuig was een Bombardier CRJ100. Er waren 47 passagiers en 3 bemanningsleden aan boord. Er was één overlevende (de copiloot), die in kritieke toestand naar het ziekenhuis vervoerd werd. Het vliegtuig was direct na de crash nog grotendeels intact, maar even later ontstond een kleine brand. De zwarte dozen zijn terug gevonden. 

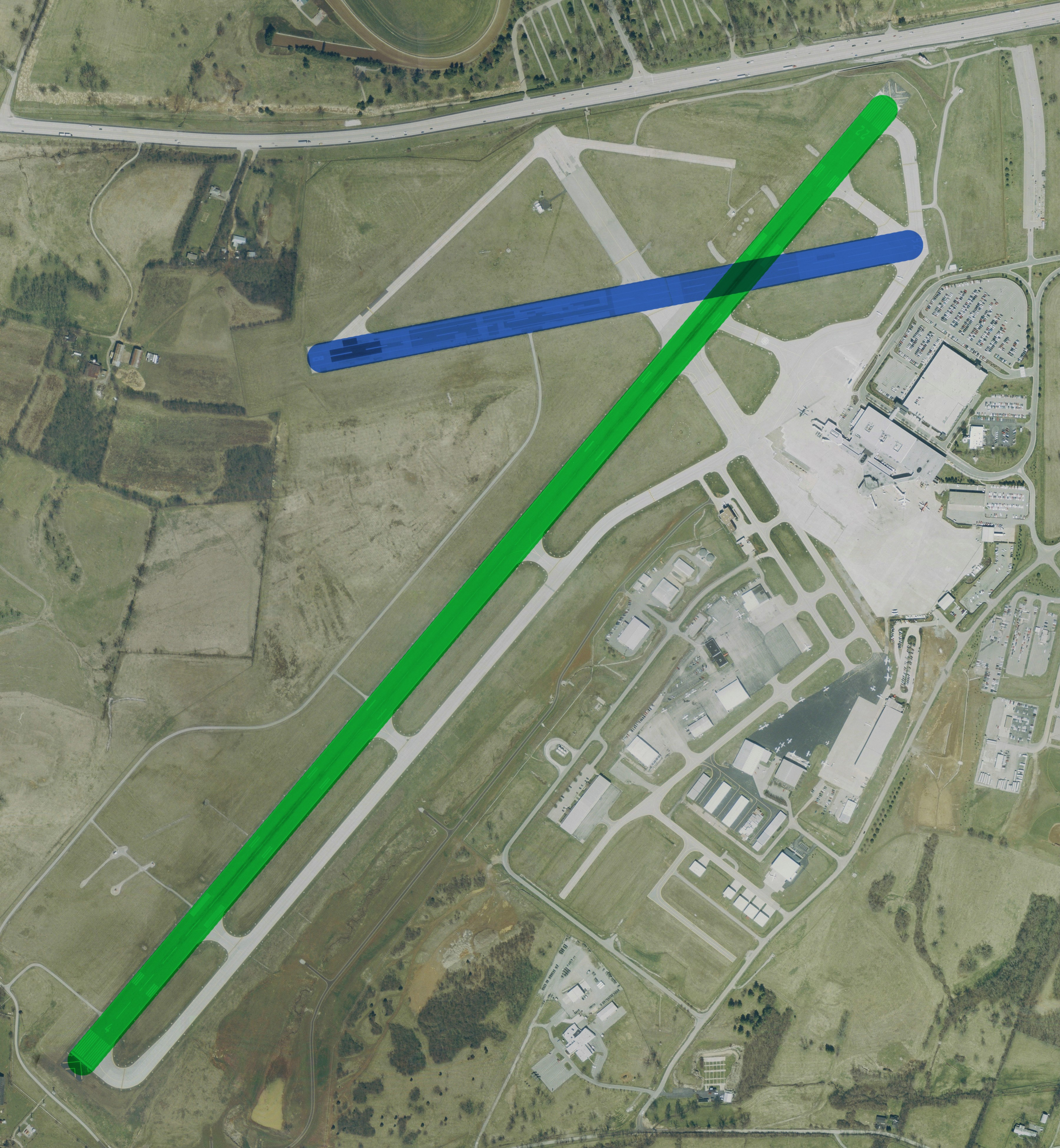
Start- / landingsbanen van Blue Grass Airport

Uit nader onderzoek bleek dat de reden van de crash was dat het vliegtuig opsteeg vanaf een verkeerde, te korte startbaan. Het had moeten vertrekken van baan 04/22, die 2.134 meter lang is (zie afbeelding: groen gemarkeerd), maar vertrok in plaats daarvan van baan 08/26 (blauw gemarkeerd) die maar 1.067 meter lang is. Een week voor de crash waren de taxibanen voor vliegtuigen die gebruikmaken van de lange startbaan van het vliegveld verlegd. Zowel de oude als de nieuwe taxibaan kruiste de korte startbaan. 

## Vermoedelijke oorzaak
Tijdens een openbare bijeenkomst op 26 juli 2007 maakte de NTSB de waarschijnlijke oorzaken van het ongeval bekend:
- Gezagvoerder Clay en copiloot Polehinke negeerden aanwijzingen dat ze zich op de verkeerde landingsbaan bevonden,
- ze lieten na hun positie op de landingsbaan te bevestigen
- ze voerden te veel gesprekken die niet relevant waren voor de vlucht.

De weduwe van kapitein Clay bestrijdt ten stelligste dat de piloten de eerste schuld kregen, en stelt dat andere factoren hebben bijgedragen, "waaronder een onderbemande verkeerstoren en een onnauwkeurige landingsbaankaart."